# Шампиньон крупноспоровый
Шампиньон крупноспоровый (лат. Agaricus macrosporus) — съедобный гриб 1-й категории из рода Шампиньон (Agaricus) семейства Шампиньоновые (Agaricaceae).

## Научные синонимы
- Psalliota arvensis subsp. macrospora F.H. Møller & Jul. Schäff., 1938 basionym
- Agaricus albertii Bon, 1988
- Psalliota macrospora (F.H. Møller & Jul. Schäff.) F.H. Møller, 1951
- Psalliota collina Velen., 1939
- Agaricus collinus (Velen.) Damblon & Lambinon, 1959
- Agaricus crocodilinus var. collinus (Velen.) Hlavácek, 1976
- Agaricus kuehnerianus Heinem., 1974
- Agaricus macrosporus var. kuehnerianus (Heinem.) Bon, 1981
- Agaricus albertii (Heinem.) P. Roux & Guy Garcia, 2006
- Agaricus schaefferianus Hlavácek, 1987
- Psalliota straminea Jul. Schäff. & F.H. Møller, 1938
- Agaricus stramineosquamulosus Rauschert, 1992
- Agaricus stramineus (Jul. Schäff. & F.H. Møller) Singer, 1951
- Agaricus crocodilinus var. stramineus (Jul. Schäff. & F.H. Møller) Hlavácek, 1976
- Agaricus macrosporus var. stramineus (Jul. Schäff. & F.H. Møller) Bon, 1985
- Agaricus substramineus Courtec., 1985
- Psalliota urinascens Jul. Schäff. & F.H. Møller, 1938

## Описание
Шляпка выпуклая, белая, диаметром до 25 см. Пластинки частые, у молодых грибов сероватые или бледно-розовые, у зрелых коричневые, свободные. Ножка беловатая, может быть покрыта хлопьями. Основание заметно утолщено. Кольцо одинарное, его нижняя поверхность с чешуйками. Мякоть белая, плотная, на срезе краснеющая, с запахом миндаля. Споровый порошок шоколадно-коричневый.

## Среда обитания и распространение
Растёт на полях, опушках хвойных лесов.
Вид распространён в Западной Европе, Восточной Азии.
На территории России встречается в Европейской части, на Кавказе.